# アンダーグラフ 10th Documentary Films
『アンダーグラフ 10th Documentary Films』（アンダーグラフ テンス ドキュメンタリー フィルムズ）は、アンダーグラフ初のドキュメンタリーDVD。2009年11月20日にFOR LIFE MUSIC ENTERTAINMENTより発売。監督はSally.（増田玄樹）

## 概要
「10th Anniversary tour〜この場所で奏でる僕達は いつも何が伝えられるかを考えている〜」、「10th Anniversary tour番外篇〜座って奏でる僕達も いつも何が伝えられるかを考えている〜」のライブ会場・物販ブース限定販売。
10年間の活動の軌跡となる未公開の映像・ライブ音源、メンバーがどこにも語らなかったインタビューを中心に構成された収録時間78分の、初のドキュメンタリー映像作品。

## CHAPTER
1. OPENING
2. OSAKA DAYS-1-
3. OSAKA DAYS-2-
4. TOKYO DAYS-1-
5. TOKYO DAYS-2-
6. TSUBASA
7. ALBUM
8. GO TO THE WORLD-INTRO-
9. NEW YORK
10. LONDON
11. END